# 茅野忍
茅野忍（日语：／ Kayano Shinobu */?，1982年7月9日—），是日本服裝設計師與演藝幕後工作者。埼玉縣出生，以從事AKB48及其姊妹團體的服裝設計工作而著名。現任AKB48集團首席服裝設計師（2014年2月24日起），曾兼任AKB48劇場管理人（2015年3月31日－2017年4月17日）、以及AKB48集團總管理人（2014年2月24日－2017年4月17日）。